# Río de emoción
Río de Emoción es el sexto álbum de la banda japonesa Dragon Ash, lanzado a la venta en 2005. Este álbum tiene influencias españolas, con varias de las pistas con influencias de la música española e instrumentos, al igual que el título del álbum. La canción Resound ft. HIDE, 136 apareció en la banda sonora de la película The Fast and the Furious: Tokyo Drift (2006).
El tema Los Lobos podría ser una referencia a la banda Los Lobos, que son famosos por sus interpretaciones o ejecuciones de mariachi mexicano y de otras canciones del folclore. La banda también podría haber sido una influencia para el álbum.

## Lista de canciones
1. "Intro" – 1:15
2. "Los Lobos" – 4:22
3. "Resound ft. HIDE, 136" – 4:45
4. "Palmas Rock ft. UZI-ONE" – 4:21
5. "Scarlet Needle" – 4:28
6. "夕凪Union" (Yuunagi Union) – 4:42
7. "The Narrow Way" – 3:36
8. "Cloverleaf" – 3:52
9. "Illogical" – 1:15
10. "Round Up" – 4:29
11. "Loca Burnin' ft. ainee, Shinji Takeda" – 4:15
12. "Crush The Window" – 4:17
13. "朝凪Revival" (Asanagi Revival) – 4:25
14. "See You In A Flash" – 3:57
15. "Something In View" (pista oculta) – 3:44

- Datos: Q7386448